# Fortezza di Strumica
La fortezza di Strumica è una fortezza in rovina della Macedonia del Nord orientale, che sovrasta la città di Strumica.

## Storia
Fu costruita nel V secolo, ma il sito risale al I secolo.